# CAPS
CAPS (англ. Calcyphosine) – білок, який кодується однойменним геном, розташованим у людей на короткому плечі 19-ї хромосоми. Довжина поліпептидного ланцюга білка становить 189 амінокислот, а молекулярна маса — 20 967.
| 10         |  | 20         |  | 30         |  | 40         |  | 50         |
| ---------- |  | ---------- |  | ---------- |  | ---------- |  | ---------- |
| MDAVDATMEK |  | LRAQCLSRGA |  | SGIQGLARFF |  | RQLDRDGSRS |  | LDADEFRQGL |
| AKLGLVLDQA |  | EAEGVCRKWD |  | RNGSGTLDLE |  | EFLRALRPPM |  | SQAREAVIAA |
| AFAKLDRSGD |  | GVVTVDDLRG |  | VYSGRAHPKV |  | RSGEWTEDEV |  | LRRFLDNFDS |
| SEKDGQVTLA |  | EFQDYYSGVS |  | ASMNTDEEFV |  | AMMTSAWQL  |  |            |

A: Аланін

C: Цистеїн

D: Аспарагінова кислота

E: Глутамінова кислота

F: Фенілаланін

G: Гліцин

H: Гістидин

I: Ізолейцин

K: Лізин

L: Лейцин

M: Метіонін

N: Аспарагін

P: Пролін

Q: Глутамін

R: Аргінін

S: Серин

T: Треонін

V: Валін

W: Триптофан

Кодований геном білок за функцією належить до фосфопротеїнів. 
Задіяний у такому біологічному процесі, як альтернативний сплайсинг. 
Білок має сайт для зв'язування з іонами металів, іоном кальцію. 
Локалізований у цитоплазмі.